# Ugo Govoni
Ugo Govoni (Soliera, 19 febbraio 1959) è un ex cestista italiano.
Giocò sei stagioni alla Synudine Bologna, dove disputò complessivamente 169 incontri e segnò 38 punti, vincendo due scudetti. Nel 1980 venne ceduto in prestito per una stagione all'Eldorado Roma.
Con l'Italia under 18 partecipò al Campionato Europeo Juniores Maschile del 1978 (7 partite e 1 punto segnato).
Chiuse la carriera in serie A2 con la Citrosil Verona (retrocessa nel 1986-1987), giocando poi in squadre delle serie minori, tra cui la Pico Mirandola.

## Palmarès
- Campionato italiano: 2

Virtus Bologna: 1978-79, 1979-80